# The CW
더 CW 텔레비전 네트워크(The CW Television Network), 줄여서 The CW(더 씨더블유)는 미국의 텔레비전 네트워크다. 2006년 9월 18일에 텔레비전 방송을 시작하였다.

## 역사
The CW는 The WB(The WB Television Network 더 더블유비 텔레비전 네트워크[*])와 UPN(United Paramount Network 유나이티드 파라마운트 네트워크[*])가 합병하여 만들어졌다.
각각 두 방송사를 소유 중이던 워너 브라더스 엔터테인먼트와 CBS가 2006년 1월 24일에 각 방송사의 인기 프로그램들을 모아 방영하기로 결정하기로 한 것이다.
새로운 방송국의 이름인 The CW는 CBS의 "C"와 워너 브라더스 엔터테인먼트의 "W"를 따서 만들었다.
이른바 "Big Three"라 불리던 ABC, CBS, NBC와 FOX까지 합쳐서 "Big Four"라 불리는 FOX의 뒤를 따르고자 개국하였지만, "Big Four"에 비해 한정된 시정차 층과 낮은 시청률로 시작하여 "Big Four"와 차이는 그렇게 좁혀지진 않았다.
2011년 4월 28일, 이러한 난국을 타개하기 위하여 새로운 운영자가 선임된다. 이후 시청자층을 끌어들이기 위하여 방영 프로그램의 개혁과 쇄신을 단계에 따라 점진적으로 단행하게 된다.

## 프로그램 편성
- 《길모어 걸스》
- 《베로니카 마스》
- 《에브리바디 헤이츠 크리스》
- 《수퍼내추럴》
- 《가십 걸》
- 《스몰빌》
- 《원 트리 힐》
- 《뱀파이어 다이어리》
- 《니키타》
- 《90210》
- 《The Secret Cirle》
- 《애로우: 어둠의 기사》
- 《프로젝트 런웨이》
- 《제인 더 버진》
- 《Super Girl》
- 《리버데일》
- 《레거시스》
- 《배트우먼》

## 방송국
| 주           | DMA | 도시 및 권역           | 호출부호 | 물리채널 | 가상채널 |
| ------------ | --- | ---------------------- | -------- | -------- | -------- |
| 뉴욕주       | 1   | 뉴욕                   | WPIX     | 11       | 11.1     |
| 미시간주     | 112 | 랜싱-잭슨              | WLAJ-TV  | 51       | 53.2     |
| 미시간주     |     | 플린트-새기노-베이시티 | WEYI-TV  | 30       | 25.2     |
| 일리노이주   | 117 | 블루밍턴-피리아        | WHOI     | 19       | 19.2     |
| 캘리포니아주 | 2   | 로스앤젤레스           | KTLA     | 31       | 5.1      |
| 캘리포니아주 |     | 베이커즈필드           | KGET-TV  | 25       | 17.2     |
| 테네시주     | 86  | 채터누가               | WFLI-TV  | 42       | 53.1     |

## 같이 보기
- CBS 코퍼레이션
- 워너 브라더스
- 워너미디어
- 애로우버스
- DC 코믹스